# Calisoga theveneti
Calisoga theveneti is een spinnensoort in de taxonomische indeling van de bruine klapdeurspinnen (Nemesiidae).
Calisoga theveneti werd in 1891 beschreven door Simon.